# Noal Zaher
 (janvier 2023).
La mise en forme du texte ne suit pas les recommandations de Wikipédia : il faut le « wikifier ».
Les points d'amélioration suivants sont les cas les plus fréquents. Le détail des points à revoir est peut-être précisé sur la page de discussion.
- Les titres sont pré-formatés par le logiciel. Ils ne sont ni en capitales, ni en gras.
- Le texte ne doit pas être écrit en capitales (les noms de famille non plus), ni en gras, ni en italique, ni en « petit »…
- Le gras n'est utilisé que pour surligner le titre de l'article dans l'introduction, une seule fois.
- L'italique est rarement utilisé : mots en langue étrangère, titres d'œuvres, noms de bateaux, etc.
- Les citations ne sont pas en italique mais en corps de texte normal. Elles sont entourées par des guillemets français : « et ».
- Les listes à puces sont à éviter, des paragraphes rédigés étant largement préférés. Les tableaux sont à réserver à la présentation de données structurées (résultats, etc.).
- Les appels de note de bas de page (petits chiffres en exposant, introduits par l'outil «  Source ») sont à placer entre la fin de phrase et le point final[comme ça].
- Les liens internes (vers d'autres articles de Wikipédia) sont à choisir avec parcimonie. Créez des liens vers des articles approfondissant le sujet. Les termes génériques sans rapport avec le sujet sont à éviter, ainsi que les répétitions de liens vers un même terme.
- Les liens externes sont à placer uniquement dans une section « Liens externes », à la fin de l'article. Ces liens sont à choisir avec parcimonie suivant les règles définies. Si un lien sert de source à l'article, son insertion dans le texte est à faire par les notes de bas de page.
- La présentation des références doit suivre les conventions bibliographiques. Il est recommandé d'utiliser les modèles {{Ouvrage}}, {{Chapitre}}, {{Article}}, {{Lien web}} et/ou {{Bibliographie}}. Le mode d'édition visuel peut mettre en forme automatiquement les références.
- Insérer une infobox (cadre d'informations à droite) n'est pas obligatoire pour parachever la mise en page.

Pour une aide détaillée, merci de consulter Aide:Wikification.
Si vous pensez que ces points ont été résolus, vous pouvez retirer ce bandeau et améliorer la mise en forme d'un autre article.
Titres
Princesse d'Afghanistan
Depuis le 6 décembre 1978
Princesse d'Égypte
Depuis le 30 août 2013
La princesse Noal d'Afghanistan est l'épouse de Mohamed Ali d'Egypte, prince du Saïd, héritier présomptif des trônes abolis d'Égypte et du Soudan et fille du prince Muhammad Daoud Pashtunyar Khan, qui est le cinquième fils du roi Zaher Shah d'Afghanistan,.

## Biographie
La princesse Noal est née à Téhéran, en Iran, le 6 décembre 1978. Elle a fréquenté l'Institut Saint Dominique à Rome, en Italie, puis a entrepris des études à l'Université Webster à Londres. Elle fonde la marque de bijoux NZ en 2001.
Son père, le prince Muhammad Daoud Pashtunyar Khan, né le 17 avril 1949, a fait ses études au lycée Esteqlal et à l'Académie militaire de Kaboul. Il s'est engagé dans la Royal Afghan Air Force en tant que sous-lieutenant, puis est devenu pilote de l'aviation civile après le coup d'Etat du 17 juillet 1973.
Sa mère, la princesse Fatima Begum (née le 2 mai 1949) [Fatima Aref Zaher]. A été première secrétaire (chargée du protocole, des affaires financières et des relations publiques) à l'ambassade d'Afghanistan à Rome entre 2005 et 2018. Elle est la fille du général Sardar Muhammad Aref Khan, ancien ambassadeur d'Afghanistan en URSS, et d'Amina Begum.
Elle a un frère aîné, le prince Doran Daoud Zaher Shah, né en 1974. Il fait ses études à l'Université américaine de Sharjah (AUS) et travail comme consultant pour GTZ Investments à Sharjah.

## Mariage et famille
Vivant à Istanbul, la princesse Noal assiste au mariage du prince Rodolphe de Liechtenstein et de Tılsım Tanberk le 20 avril 2012, elle y rencontre Mohamed Ali, le fils aîné de Fouad II, dernier roi d'Égypte. Les fiançailles du couple sont annoncées le 27 avril 2013.
Le mariage est célébré le 30 août 2013 au palais Çırağan d'Istanbul (Turquie). Des membres des deux familles et leurs amis assistent au mariage et aux festivités. Des représentants des familles royales européennes et orientales ainsi que de nombreuses personnalités égyptiennes sont également conviés.
De cette union naissent deux enfants, des jumeaux, qui portent le prédicat d'altesse royale:
- 1. Fouad Zaher Hassan, prince d'Égypte (né le 12 janvier 2017). Ses prénoms ont été choisis en l'honneur de son grand-père, le roi Fouad II d'Egypte, de son arrière-grand-père, le roi Zaher Shah d' Afghanistan et du roi Hassan II du Maroc[5],[6].
- 2. Farah-Noor, princesse d'Égypte (née le 12 janvier 2017).

## Engagements caritatifs
La princesse Noal est très engagée dans les causes qui touchent l'enfance. Elle est au conseil d'administration la fondation Aschiana qui investit dans l'éducation et le bien-être des enfants vulnérables en Afghanistan,,.

## Honneurs
- Décoration d'Al Kemal en brillants[10].